# Laßzinssee
Der Laßzinssee (Ausspracheⓘ) ist ein Gewässer im Berliner Ortsteil Hakenfelde im Bezirk Spandau.

## Geografie
Der 12 Hektar große ehemalige Baggersee ist für die Öffentlichkeit nicht zugänglich. Er ist über den Berliner Mauerweg erreichbar und kann über einen Aussichtsturm betrachtet werden. In der Nähe, jedoch bereits auf Brandenburger Hoheitsgebiet, liegen die Laßzinswiesen.

## Geschichte
Anfang der 1970er Jahre gab es Planungen, den See nach dem Ende des Kiesabbaus in einen Badesee umzuwandeln.
Seit 2017 ist der See Teil des Naturschutzgebiets Eiskeller und Spandauer Luchwald.